# 马尔马
马尔马（Marma），是印度贾坎德邦丹巴德县的一个城镇。总人口4607（2001年）。

## 人口
该地2001年总人口4607人，其中男性2449人，女性2158人；0—6岁人口701人，其中男337人，女364人；识字率50.03%，其中男性为58.88%，女性为39.99%。